# Élections législatives antiguaises de 2018
Les élections législatives antiguaises de 2018 ont lieu le 21 mars 2018 afin de renouveler les 17 membres de la  Chambre des représentants d'Antigua-et-Barbuda
Le Parti travailliste (ABLP) conserve la majorité absolue et son dirigeant Gaston Browne est reconduit au poste de Premier ministre.

## Contexte
Les élections ont lieu de manière anticipée quinze mois avant la date prévue, le Premier ministre Gaston Browne du Parti travailliste d'Antigua-et-Barbuda désirant obtenir le soutien de la population pour la mise en œuvre de plusieurs projets courant 2019,.

## Système politique et électoral
Antigua-et-Barbuda est une monarchie parlementaire avec la reine Élisabeth II pour chef d'État, représentée sur place par un gouverneur général. Le pouvoir exécutif est exercé par le Premier ministre, chef du gouvernement, choisi par le parlement.
La Chambre des représentants est la chambre basse du parlement bicaméral d'Antigua-et-Barbuda. Elle est composée de 17 à 19 membres dont 17  élus pour cinq ans au scrutin uninominal majoritaire à un tour dans autant de circonscriptions. Les deux autres sièges sont réservés d'office au président de la chambre et au procureur général s'ils n'en sont pas déjà membres.

## Résultats
|                          |                                                             |        |       |               |        |               |
| Parti                    | Parti                                                       | Voix   | %     | +/-           | Sièges | +/-           |
|                          | Parti travailliste d'Antigua-et-Barbuda (ABLP)              | 23 063 | 59,24 | 2,6           | 15     | 1             |
|                          | Parti progressiste unifié (UPP)                             | 14 440 | 37,09 | 4,67          | 1      | 2             |
|                          | Alliance démocratique nationale (DNA)                       | 754    | 1,94  | Nv            | 0      | en stagnation |
|                          | Mouvement populaire de Barbuda (BPM)                        | 558    | 1,43  | 0,3           | 1      | en stagnation |
|                          | Parti travailliste authentique d'Antigua-et-Barbuda (ABTLP) | 87     | 0,22  | 0,21          | 0      | en stagnation |
|                          | Verts pour la vie (GGL)                                     | 20     | 0,05  | Nv            | 0      | en stagnation |
|                          | Absence de lien : Voix du peuple (MLVOP)                    | 6      | 0,02  | en stagnation | 0      | en stagnation |
|                          | Indépendants                                                | 4      | 0,01  | N/A           | 0      | en stagnation |
|                          |                                                             |        |       |               |        |               |
| Votes valides            | Votes valides                                               | 38 932 | 99,27 |               |        |               |
| Votes blancs et nuls     | Votes blancs et nuls                                        | 288    | 0,73  |               |        |               |
| Total                    | Total                                                       | 39 220 | 100   | –             | 17     | en stagnation |
| Abstentions              | Abstentions                                                 | 12 038 | 23,49 |               |        |               |
| Inscrits / participation | Inscrits / participation                                    | 51 258 | 76,51 |               |        |               |

## Représentants élus
| Circonscription            | Représentant sortant    | Parti | Parti | Représentant élu  | Parti | Parti |
| -------------------------- | ----------------------- | ----- | ----- | ----------------- | ----- | ----- |
| St. John's City West       | Gaston Browne           |       | ABLP  | Gaston Browne     |       | ABLP  |
| St. John's City East       | Melford Nicholas        |       | ABLP  | Melford Nicholas  |       | ABLP  |
| St. John's City South      | Steadroy Benjamin       |       | ABLP  | Steadroy Benjamin |       | ABLP  |
| St. John's Rural West      | Winston Baldwin Spencer |       | UPP   | Londell Benjamin  |       | UPP   |
| St. John's Rural South     | Eustace Lake            |       | ABLP  | Daryll S. Matthew |       | ABLP  |
| St. John's Rural East      | Lester Bird             |       | ABLP  | Maria V. Browne   |       | ABLP  |
| St. John's Rural North     | Charles Fernandez       |       | ABLP  | Charles Fernandez |       | ABLP  |
| St. Mary's North           | Molwyn Joseph           |       | ABLP  | Molwyn Joseph     |       | ABLP  |
| St. Mary's South           | Samantha Marshall       |       | ABLP  | Samantha Marshall |       | ABLP  |
| All Saints East & St. Luke | Joanne Massiah          |       | UPP   | Jamale L. Pringle |       | ABLP  |
| All Saints West            | Michael Browne          |       | ABLP  | Michael Browne    |       | ABLP  |
| St. George                 | Dean Jonas              |       | ABLP  | Dean Jonas        |       | ABLP  |
| St. Peter                  | Asot Michael            |       | ABLP  | Asot Michael      |       | ABLP  |
| St. Phillip North          | Robin Yearwood          |       | ABLP  | Robin Yearwood    |       | ABLP  |
| St. Phillip South          | Wilmoth Daniel          |       | UPP   | Lennox O. Weston  |       | ABLP  |
| St. Paul                   | Eleston Adams           |       | ABLP  | Paul Chet Greene  |       | ABLP  |
| Barbuda                    | Arthur Nibbs            |       | ABLP  | Trevor M. Walker  |       | BPM   |